# Kanton Esch an der Alzette
Koordinaten: 49° 30′ N, 6° 0′ O

Der Kanton Esch an der Alzette ist der südlichste und nach dem Kanton Luxemburg bevölkerungsreichste Kanton des Großherzogtums Luxemburg. Er grenzt im Norden an die Kantone Capellen und Luxemburg, im Osten an den Kanton Remich, im Süden an die französische Region Lothringen und im Westen an die belgische Provinz Luxemburg.
Bis zur Abschaffung der luxemburgischen Distrikte am 3. Oktober 2015 gehörte der Kanton zum Distrikt Luxemburg.

## Verwaltungsgliederung
Der Kanton Esch an der Alzette umfasst 14 Gemeinden (Einwohnerzahlen vom 1. Januar 2023).
1. Bettemburg (11.422)
2. Differdingen (29.536)
3. Düdelingen (21.953)
4. Esch an der Alzette (36.625)
5. Frisingen (4.912)
6. Kayl (9.865)
7. Leudelingen (2.766)
8. Monnerich (7.119)
9. Petingen (20.563)
10. Reckingen/Mess (2.734)
11. Roeser (6.657)
12. Rümelingen (5.692)
13. Sassenheim (18.333)
14. Schifflingen (11.363)